# Fernand Nisot
Ferdinand Marie Nisot o també Fernand Nisot (Brussel·les, 11 d'abril de 1895 - Putte, 31 de juliol de 1973) fou un futbolista belga de la dècada de 1910.
Fou 17 cops internacional amb la selecció belga de futbol, amb la qual disputà els Jocs Olímpics de 1920, en els quals guanyà la medalla d'or. Pel que fa a clubs, defensà els colors del Léopold Club de Bruxelles.